# Carlos Alberto Taylhardat
Carlos Alberto Taylhardat fue un capitán de navío venezolano, (Maracay, Venezuela, 6 de junio de 1921-Caracas, 21 de noviembre de 2011). Hijo de Carlos Alberto Taylhardat, un reconocido abogado venezolano, y nieto de la periodista y poetisa Concepción Acevedo de Taylhardat.
Formado en la Accademia Navale di Livorno (Italia), hacia 1942, fue Capitán de Navío en Venezuela durante treinta años, y embajador de Venezuela en Beirut (Líbano) y Bagdad (Irak), entre 1990 y 1994. Recientemente ha sido recuperado como sujeto y participante en diversos entornos e implicaciones durante los años de revolución y de cambios políticos en Latinoamérica entre 1950 y 1960.

## Incidentes
El Capitán de Navío Carlos Alberto Taylhardat, jefe del apostadero naval de La Guaira, se le encomendó la misión de coordinar una serie de viajes clandestinos a la Sierra Maestra, Cuba desde Caracas, a fines de 1958, con el fin de abastecer la Revolución Cubana de armas; asumió el encargo con el mismo entusiasmo con que había participado en el derrocamiento de la dictadura de Marcos Pérez Jiménez, dirigida por un sector de la oficialidad de las Fuerzas Armadas. La misión era el punto culminante, de una las operaciones militares de abastecimiento, que se iniciaron con el Vicealmirante Wolfgang Larrazábal, presidente provisional de Venezuela, que diera luz verde, para que los principales dirigentes cubanos del  Movimiento 26 de Julio decidieran, en el Hotel Tamanaco de Caracas, el futuro político de la isla: Camilo Cienfuegos, Fidel Castro, Huber Matos y el Che Guevara; sus delegados eligieron a Manuel Urrutia Lleó, como presidente de Cuba, una vez que fuese derrocado el gobierno de Fulgencio Batista.
La capital venezolana era una de las tres ciudades, donde el Movimiento 26 de Julio obtenía recursos para financiar a los barbudos de la Sierra Maestra. Las otras ciudades donde obtenía dinero eran: Ciudad de México y Miami. Se realizaron cinco puentes aéreos, donde viajaron varios expatriados cubanos para incorporarse a la lucha guerrillera entre ellos Manuel Urrutia Lleó, el traslado de los heridos de los diversos frentes guerrilleros, recibieron tratamiento médico en clínicas privadas de Caracas, por cuenta del gobierno venezolano; alimento enlatado, el envío de 11 cajas contentivas de 150 fusiles “Garand M-1”, con porta fusiles y tres cargadores cada uno; tres cajas con 20 fusiles asalto Browning calibre 30, con tres cargadores; 5 cajas con 10 ametralladora con soporte, 35 cajas con 99.950 balas calibre 30, una caja con granadas fragmentaria y un fusil Fal, que Carlos Alberto Taylhardat, le envió a Fidel Castro, en “reconocimiento y admiración a su bravura”. Luis Orlando Rodríguez fue el portador del obsequio. El cargamento sería transportado en un avión Curtis C-46 bimotor, que se había adquirido por $ 10 000 a un amigo de Taylhardat, que lo había comprado con fines de carga. La operación de abastecimiento no derrotaría a las Fuerzas Armadas de Cuba, pero significaba el apoyo moral del gobierno venezolano a los insurrectos, que significaba un duro golpe psicológico a las fuerzas de Fulgencio Batista, dado el embargo de armas de los Estados Unidos. 

Las armas se trasladaron desde los depósitos del ejército en Caracas, en cuatro camiones militares cubiertos por - “una gruesa lona, para ocultar lo que había adentro”, se coordinó la operación a través de una red de radioaficionados voluntarios entre Venezuela y Cuba. Taylhardat recordaría posteriormente: 
“sobrevolamos la zona donde debíamos aterrizar, en medio de la noche oscura, y de repente vimos un rectángulo iluminado con fogatas hechas con bidones de aceite llenos de kerosén, para iluminar el área de aterrizaje. El avión Curtis C-46, bautizado como “El Libertador”, después que se detuviera en una pista improvisada, se lanzaba la rampa donde comenzaba a bajarse a toda marcha las provisiones y las municiones. Luego subían a los heridos, y se tardaban 20 minutos en el desembarco, que era el tiempo que se estimaba en que la aviación de Batista reaccionaría, despejando inmediatamente, poniendo rumbo a las costas de Venezuela" 
El armamento era de fabricación norteamericana, que formaba parte del envío del gobierno norteamericano al gobierno venezolano, mediante un contrato de “Préstamo y Arriendo”. Taylhardat dijo: 
“El gobierno americano nunca supo que las armas que había dado en préstamo y arriendo a Venezuela, iban a parar a mano de Fidel Castro”. 
La justificación de tal proceder la confirma Enrique Tejera París, que era asesor de Miraflores: 
“Era una misión extremadamente importante. Era de vida o muerte la lucha contra las dictaduras, incluida la de Batista… Había una amenaza de las dictaduras como las de Trujillo y Batista contra la recién inaugurada democracia venezolana”. 
Venezuela fue el único Estado de América Latina que promovió y financió abiertamente al movimiento antibatistero como política exterior en el Caribe. La colaboración del gobierno de Wolfgang Larrazábal, con el Movimiento 26 de Julio, precipitaría a Rafael Leónidas Trujillo a intervenir en Venezuela, al detectar el armamento utilizado por Fidel Castro contra el régimen Trujillista en República Dominicana, donde participaron varios expedicionarios venezolanos, tras una confidencia de Carlos Sifontes, que hablará sobre la intervención del gobierno venezolano en los asuntos Dominicanos y Cubanos, cosa que el Jefe jamás aceptaría, ya que amenazaba abiertamente la estabilidad de su régimen. El entusiasmo inicial por la lucha castrista, fue compartido por el gobierno de Rómulo Betancourt, que continuó el suministro bélico de Venezuela a Cuba, después de la entrada de Fidel a La Habana, - que “se vino abajo luego de los fusilamientos en masa por los Tribunales Populares de la Habana”, en 1959. Taylhardat se lamenta: “Sin quererlo, ayudamos a crear un monstruo..., que posteriormente invadiría las costas venezolanas..." (Una historia militar de las Fuerzas Armadas, Kelder Toti). 
El avión de Venezuela a la Sierra. "Con esos fondos, recaudados bolívar a bolívar por los exiliados cubanos del Movimiento 26 de Julio y los estudiantes venezolanos y con la ayuda del presidente de la Junta militar, contralmirante Wolfgang Larrazábal se pudo enviar una cantidad de pertrechos importantes a la Sierra Maestra. Según la versión del ex capitán de navío venezolano Carlos Alberto Taylhardat: “En un documento confidencial del Servicio de Armamento del ejército venezolano, con fecha 21 de noviembre de 1958, se especifica en una ‹ hoja de ruta › que, dentro del parque de armas enviado a los luchadores castristas, se incluyeron "11 cajas contentivas de 150 fusiles Garand M-1, con portafusiles y tres cargadores cada uno (…) También se entregaron tres cajas con 20 fusiles de asalto Browning calibre 30, con tres cargadores llenos; 5 cajas con 10 ametralladoras con soporte, 35 cajas con 99,950 balas calibre 30, y una caja con 100 granadas fragmentarias. Los envíos se realizaron en un avión Curtis C-46 bimotor, que se había adquirido por un valor de $10,000 a un amigo de Taylhardat que lo había comprado para usarlo con fines de carga. » El armamento se transportó en el C-46 que aterrizó en Cienaguilla, Sierra Maestra..." (Hace 50 años en Venezuela, de Silvio Castro)

## Otros incidentes
Fuga del teniente coronel Moncada Vidal, y un grupo de oficiales cuando los trasladan en avión para ser juzgados en Caracas por rebelión militar. El 9 de junio de 1961, siete oficiales de la Fuerza Armada escaparon audazmente cuando eran trasladados en un avión desde Puerto Cabello a Caracas.
Los oficiales habían participado en el alzamiento del exministro de la Defensa, general Jesús María Castro León, en San Cristóbal, en abril de 1960, cuando tomaron el control de la guarnición militar de la ciudad. El motín, a bordo del avión, fue encabezado por el teniente coronel Juan de Dios Moncada Vidal, quien después sería comandante supremo de las guerrillas de las Fuerzas Armadas de Liberación Nacional (FALN), en armas contra AD y COPEI. El capitán de fragata Alberto Taylhardat estaba a cargo de la custodia de los presos militares con siete infantes de Marina. En medio del vuelo, Moncada Vidal sorprendió a Taylhardat con una pistola y lo obligó a desviar la nave hacia Curazao. Los oficiales que participaron en la fuga, además de Moncada Vidal, fueron el teniente coronel José Isabel Gutiérrez; los mayores Luis Cardier Rodríguez, Alí Chalbaud Godoy y Oswaldo Grazziani Fariñas y los capitanes José María Galavís y José Serritielo Rodríguez. Al llegar el avión a Curazao hubo un intercambio de disparos cuando Taylhardat se apoderó de una ametralladora e intentó tomar el control de la situación, pero uno de los oficiales en fuga lo dominó. Un infante de marina, el capitán Chang Chirinos, piloto de la nave, y el propio Taylhardat resultaron heridos..."

## Según Edito Ramírez
El coronel Edito Ramírez, en su libro Memorias de un inconforme, describe: "Un día, los oficiales subalternos presos como yo (Edito Ramírez), solicitaron mi solidaridad con una huelga de hambre por razones más que justificadas. Comedidamente, el ministro Ramón Briceño Linares envió al Cuartel San Carlos a su jefe de Gabinete, coronel Ramón Florencio Gómez a hablar conmigo para indagar las causas de la huelga. Con igual comedimiento le contesté: Dígale, por favor, al Ministro que esto tiene una solución muy sencilla. Que haga averiguar si son razonables los motivos. Que ordene la rectificación y aquí no ha pasado nada. ¿Qué inventaría el señor Gómez para que el ministro Briceño montara en cólera y, con participación o no del Presidente de la República, ordenara llevarnos a las mazmorras gomeras del Castillo Libertador en Puerto Cabello? Nos negamos a salir uniformados. Lo hicimos en pijama: el teniente coronel José Helí Mendoza Méndez, en mala hora fallecido; el mayor Gonzalo Suárez, el teniente Rafael Silva Guillén y el que esto apunta. Desafiamos las ametralladoras que nos apuntaban al mando de un infeliz teniente con tufo de borracho, que tuvo la osadía de pretender registrarnos en pijama.

Pero, ya en el Castillo, tuvimos la satisfacción de encontrarnos con un distinguido jefe, el capitán de Navío Carlos Taylhardat quien a pesar de la lógica reacción moral que sufría por la fuga de los oficiales que trasladaba a Caracas, se negó ante el ministro a encalabozarnos en las bóvedas del Castillo. Y no paró allí su nobleza e hidalguía. Dio curso inmediato a sendos telegramas de protesta que, en la mañana siguiente enviamos al Ministro, y como éste se trasladara de inmediato al Castillo, Tayhardat fue comisionado para preguntarnos si estábamos dispuesto a recibirlo. Para el momento cumplíamos ya once días en huelga de hambre y se registraban en nuestro organismo las consecuencias negativas. Naturalmente, me correspondía a mí dar la contestación: 
"Capitán, dígale, por favor al general Briceño que, si está dispuesto a oír razones, que suba y si no, que no suba. Coronel, respondió mi interpelado, precisamente lo que quiere el Ministro es arreglar la situación. ¿Qué tal si se hubiera tratado de don Florencio? Seguramente le hubiera contestado al Ministro: No, aquellos siguen alzados y no quieren nada con usted... Esa misma noche los regresaron al San Carlos..."

## Hemeroteca
- La vanguardia (10-VI-1961)
- ABC (10-VI-1961)